# Dodson (Louisiana)
Dodson è un comune degli Stati Uniti d'America, situato nello Stato della Louisiana, in particolare nella parrocchia di Winn.